# ریوسوکه ایری
ریوسوکه ایری (به انگلیسی: Ryosuke Irie) (زادهٔ ۲۴ ژانویهٔ ۱۹۹۰) شناگر اهل ژاپن است.